# Boba niña Nice
"Boba Niña Nice" é o segundo single da atriz, cantora e compositora espanhola, naturalizada mexicana, Belinda, extraído de seu primeiro álbum. A canção é uma versão da canção "Teenage Superstar" da cantora holandesa Kim-Lian, originalmente lança em Setembro do mesmo ano.

## Informações
Embora a canção tenha alcançado rapidamente boas posições no Top 100 mexiano, o single caiu rapidamente devido à falta de divulgação e promoção do mesmo. 

## Videoclipe
O videoclipe da música foi dirigido por Víctor González, e as filmagens, foram realizadas no México. O videoclipe começa com cenas de Belinda cantando a música com uma banda em um prédio, durante o decorrer do videoclipe cenas semelhantes a essa são exibidas diversas vezes. Logo após, Belinda anda com um grupo de amigos e canta ao lado de um menino. O video caminha para cenas de atores andando de skate e bicicleta, enquanto Belinda canta a música e "participa" de uma competição  de dança, onde realiza uma coreografia.

## Faixas
| Single Promocional |                  |         |  |
| N.º                | Título           | Duração |  |
| 1.                 | "Boba Niña Nice" | 3:05    |  |

| Versões e Adaptações |                                  |                 |         |  |
| N.º                  | Título                           | Intérprete      | Duração |  |
| 1.                   | "Qué Mas Da" (em Espanhol)       | Efecto Mariposa | 3:31    |  |
| 2.                   | "Měls Mě Vůbec Rád" (Checo)      | Ewa Farna       | 3:10    |  |
| 3.                   | "Razem Sam Na Sam" (Polonês)     | Ewa Farna       | 3:03    |  |
| 4.                   | "Teenage Superstar" (Coreano)    | MI:NE           | 3:08    |  |
| 5.                   | "Para Mim Tanto Faz" (Português) | D'ZRT           | 3:05    |  |
| 6.                   | "High School Queen" (Japonês)    | Nami Tamaki     |         |  |

## Desempenho nas paradas musicais
| País   | Parada musical (2003/2004) | Melhor posição |
| ------ | -------------------------- | -------------- |
| Peru   | Parada Peruana             | 4              |
| México | Top 100                    | 8              |
| Brasil | Hot 100                    | 100            |